# Macropeplus ligustrinus
Macropeplus ligustrinus là một loài thực vật có hoa trong họ Monimiaceae. Loài này được (Tul.) Perkins miêu tả khoa học đầu tiên năm 1898.